# Anemone
Anemone es un género de plantas llamadas comúnmente anémonas, de la familia Ranunculaceae que se encuentran distribuidas en las zonas templadas de los Hemisferios Norte y Sur del planeta. Está estrechamente relacionado con los géneros, Pulsatilla y Hepatica; algunos botánicos incluyen ambos géneros dentro de Anemone.

## Descripción
Estas plantas son hierbas perennes con un tallo tuberoso subterráneo muy extenso. Presentan hojas más o menos profundamente hendidas. 
Las flores se sitúan en los extremos más pequeños de tallos alargados, con una, o varias de color blanco, rojo, azul, o raramente amarillo. Las flores presentan un involucro con tres hojitas más pequeñas debajo y de arriba de cada flor.
Los frutos presentan frecuentemente unos estilos largos y peludos (vilanos), que les permite su distribución por el viento.Y por áreas rodeadas de la misma flor.

## Cultivo y usos

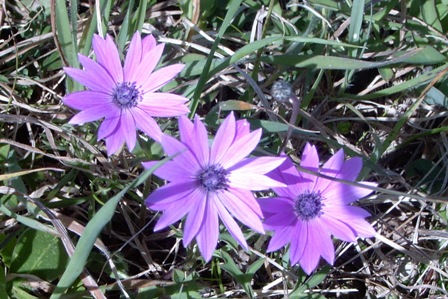
Anemone hortensis

Muchas de las especies son de las plantas muy utilizadas en los jardines, sobre todo en los jardines paisajistas donde forman unas praderas espectaculares; entre las más conocidas se encuentra Anemone coronaria, frecuentemente llamada anémona amapola, una planta con raíces tuberosas, con hojas divididas parecidas al perejil, y grandes flores parecidas a amapolas en el extremo de tallos de 15-20 cm de altura; las flores presentan una gama de varios colores, siendo los principales escarlata, carmesí, azul, púrpura y blanco. También hay variedades compuestas con flores dobles en las cuales los estambres del centro se sustituyen por un penacho de pétalos estrechos. Las formas compuestas presentan variedades que son reconocidas por nombres determinados. 
Se crían mejor en suelo arcilloso, enriquecido con abono bien descompuesto, que debe estar suelto debajo de los tubérculos. En cultivo se consiguen fácilmente a partir de siembra de semillas. En el hemisferio norte deben plantarse en octubre hasta enero. Las que se planten en otoño deben estar protegidas por una cubierta de hojas, o cualquier cubierta estable. Brotarán en mayo o junio; cuando las hojas hayan madurado deben trasladarse a una habitación seca hasta el momento en que se trasplanten a su lugar definitivo. Se pueden plantar agrupadas las mismas variedades formando un macizo, lo que dará un tono de color y enaltecerá cualquier jardín con una abundancia de flores de primavera, tan tempranas como los botones de nieve (Galanthus nivalis) o los crocus. 
Este género contiene muchas otras plantas que florecen en primavera, de las cuales Anemone hortensis tiene hojas menos divididas y unas espléndidas flores escarlatas o rosa-purpúreas que también requieren un tratamiento similar. Un grupo de especies enanas, representadas por la nativa británica Anemone nemorosa, está entre las flores de primavera más bellas para plantar en bosques o en lugares a la sombra de árboles. 
Algunas larvas de mariposas de la familia Noctuidae se alimentan de especies de Anemone.

## Taxonomía
El género fue descrito por Carlos Linneo y publicado en Species Plantarum 1: 53, en 1753.
Etimología
Anemone: nombre genérico que procede de la palabra griega Άνεμος, que significa viento.

## Especies

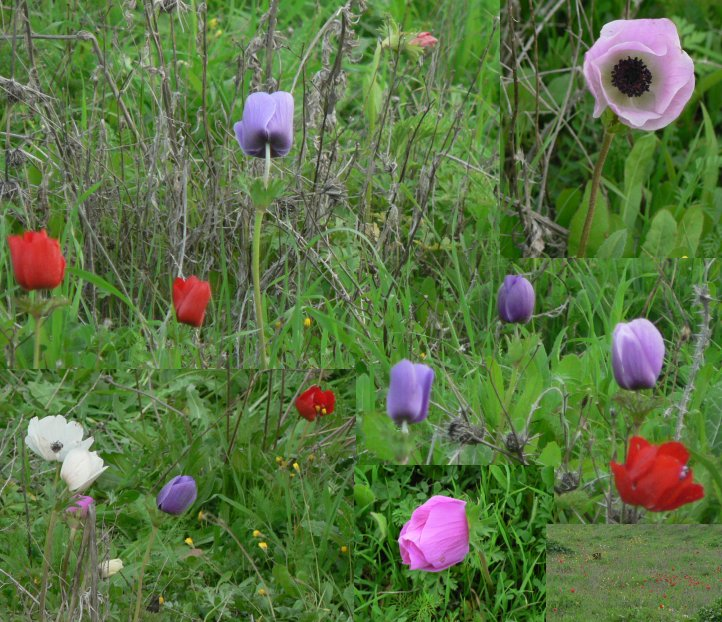
Collage hecho con fotos de Anemone coronaria (kalanit en Hebreo) de varios colores, todas reunidas en el mismo campo en Israel. La Anemone coronaria se puede presentar en rojo, rosa, púrpura, azul y blanco. Sin embargo, el color más común es el rojo.

El género comprende 64 especies y 3 híbridos, que incluyen:
- Anemone afghanica
- Anemone alaschanica
- Anemone angustiloba
- Anemone baissunensis
- Anemone banketovii
- Anemone begoniifolia
- Anemone berlandieri
- Anemone biflora
- Anemone brachystema
- Anemone brevistyla
- Anemone bucharica
- Anemone caroliniana
- Anemone cathayensis
- Anemone coronaria – Anémona amapola
- Anemone cylindrica
- Anemone decapetala
- Anemone drummondii
- Anemone edwardsiana
- Anemone filisecta
- Anemone flexuosissima
- Anemone fulingensis
- Anemone fuscopurpurea
- Anemone glazioviana
- Anemone hokouensis
- Anemone hortensis
- Anemone howellii
- Anemone imperialis
- Anemone irinae
- Anemone koraiensis
- Anemone lacerata
- Anemone laceratoincisa
- Anemone liangshanica
- Anemone lithophila
- Anemone lutienensis
- Anemone milinensis
- Anemone motuoensis
- Anemone multifida
- Anemone nutantiflora
- Anemone ochotensis
- Anemone okennonii
- Anemone orthocarpa
- Anemone palmata - Hierba centella
- Anemone parviflora
- Anemone pavoniana - Anémona cantábrica
- Anemone pendulisepala
- Anemone petiolulosa
- Anemone poilanei
- Anemone raui
- Anemone robusta
- Anemone robustostylosa
- Anemone scabriuscula
- Anemone seravschanica
- Anemone somaliensis
- Anemone sumatrana
- Anemone taipaiensis
- Anemone tamarae
- Anemone thomsonii
- Anemone tibetica
- Anemone triternata
- Anemone truncata
- Anemone tschernjaewii
- Anemone tuberosa
- Anemone virginiana
- Anemone xingyiensis

#### Híbridos
- Anemone × brecklei
- Anemone × gokayamensis
- Anemone × korzchinskyi